# Badra Gunba
Badra Zurabovich Gunba (abchazsky Бадра Зураб-и ԥа Гәынба, rusky Бадра Зурабовинч; * 14. srpna 1981 nebo 1982) je abchazský politik, od 2. dubna 2025 podruhé prezident Abcházie, kterým byl poprvé od 19. listopadu 2024 do 2. dubna 2025. Před zvolením do prezidentského úřadu byl v letech 2011–2014 ministr kultury a ochrany historického a kulturního dědictví Republiky Abcházie, do úřadu ministra ho jmenoval nově zvolený prezident Aleksandr Ankvab 13. října 2011, 15. října 2014 ho ve funkci nahradila Elvira Arsalia. Dne 23. dubna 2020 byl zvolen viceprezidentem Abcházie. Dne 19. listopadu 2024 se stal prezidentem Abcházie poté, co úřadující prezident Aslan Bžanija odstoupil po útoku demonstrantů na budovu parlamentu. V prezidentských volbách v roce 2025 byl zvolen znova. Ve volbách porazil Adgura Ardzinbu.